# Fonds de lutte contre la pauvreté par la réinsertion au travail
Le Fonds de lutte contre la pauvreté par la réinsertion au travail (aussi désigné par l'acronyme FLCP) est un ancien fonds spécial opéré par le gouvernement du Québec destiné à financer des mesures pour intégrer les personnes en difficulté au marché du travail.

## Fonctionnement
Ce fonds spécial est dédié au financement des mesures de réinsertion par le travail. Il s'adresse en particulier aux personnes en difficulté financière.
À partir du 1er avril 1998 le ministère des Régions gère le volet économie sociale du fonds et fait partie des comités régionaux de sélection des projets.

## Historique
Le fonds a été annoncé quelques jours après le Sommet sur l'économie et l'emploi de Montréal, à l'occasion d'une déclaration ministérielle faite par Bernard Landry le 26 novembre 1996. Le fonds est officiellement créé par la loi instituant le Fonds de lutte contre la pauvreté par la réinsertion au travail sanctionnée le 12 juin 1997 (la loi entérine rétroactivement que le fonds a débuté ses opérations le 26 novembre 1996).
Un amendement à la Loi sur les impôts instaure plusieurs contributions additionnelles pour assurer le financement du fonds,:
- Une contribution de 0,3 % sur l'impôt des particuliers pour 1997, 1998 et 1999[note 1];
- Une contribution de 2,8 % sur l'impôt des sociétés sur les exercises compris entre le 27 novembre 1996 et le 26 novembre 1999[note 2].

Il est alors prévu que le fonds soit doté de 250 millions de dollars au cours de sa durée de vie avec une date d'expiration fixée au 1er avril 2000, mais son existence est prolongée d'une année par décret en avril 1999 à l'initiative du ministre de la Solidarité sociale, André Boisclair qui déclare alors:

« J'ai été charmé par les projets financés par le Fonds de lutte et j'ai pu en mesurer les effets positifs sur les personnes et les communautés. C'est pour cette raison que je souhaite que le Fonds de lutte connaisse une suite, quitte à ce que son financement provienne d'une autre source. »

— André Boisclair, ministre de la Solidarité sociale
En février 2000 le fonds est prolongé pour 3 ans à l'occasion du Sommet du Québec et de la jeunesse.
Les contributions additionnelles expirent à la fin 1999 et le financement du fonds est réduit à 160 millions de dollars entre 2000 et 2003.
Le fonds est supprimé le 18 décembre 2002 lorsque la Loi visant à lutter contre la pauvreté et l'exclusion sociale est sanctionnée. Les engagements pris et les sommes restantes dans le fonds de lutte contre la pauvreté sont transférées au Fonds québécois d’initiatives sociales nouvellement créé.

## Critiques
Au printemps 1999, le vérificateur général du Québec, Guy Breton, critique la gestion du fonds de lutte contre la pauvreté, relevant un certain nombre d'anomalies (financement d'emplois déjà existants, duplication d'autres programmes gouvernementaux).